# 영주 부석사 조사당
영주 부석사 조사당(榮州 浮石寺 祖師堂)은 대한민국 경상북도 영주시 부석면 북지리 부석사에 있는 고려시대의 건축물이다. 의상 대사의 초상을 모시고 있다. 1962년 12월 20일 대한민국 국보 제19호로 지정되었다.

## 개요

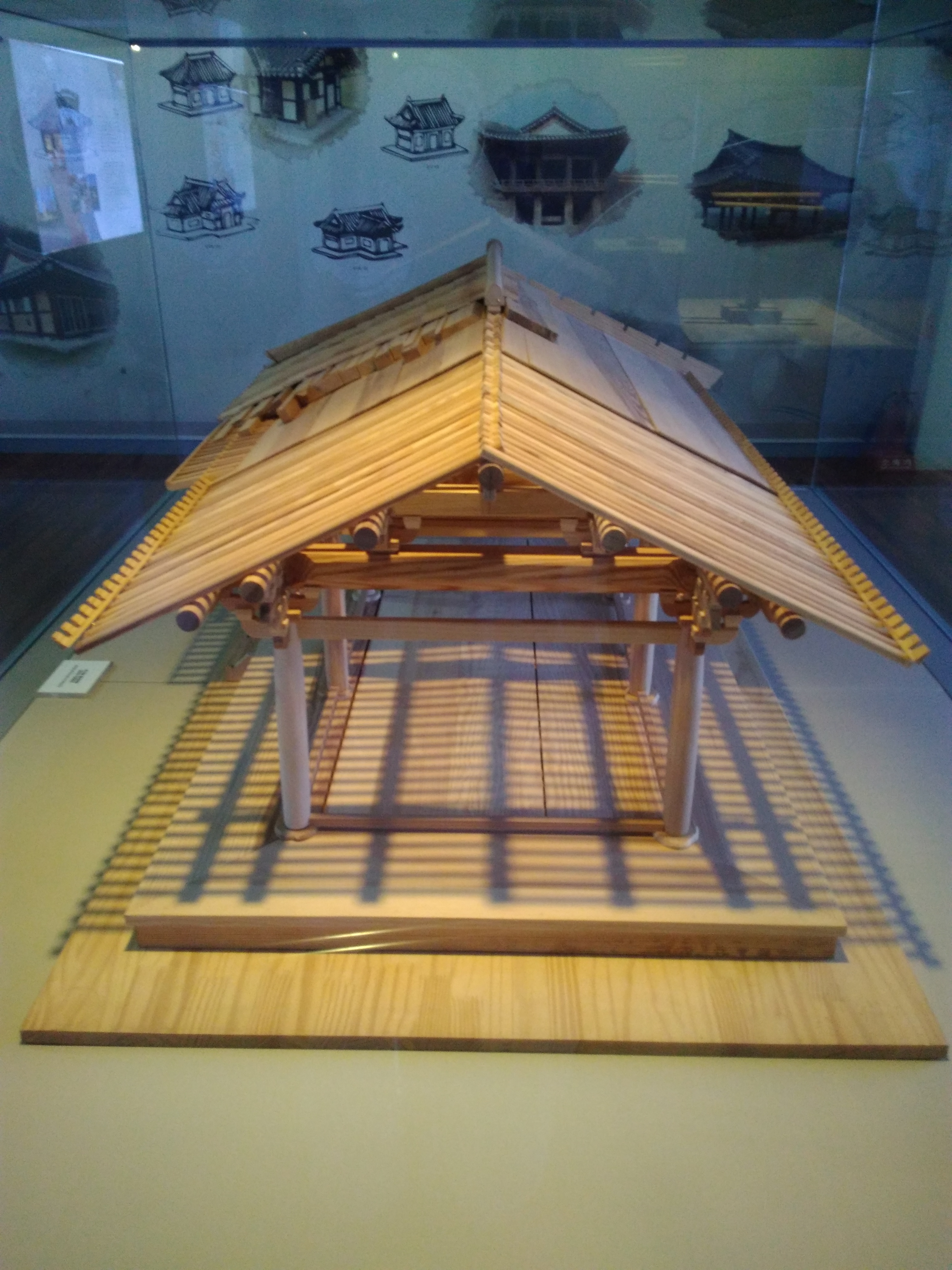
조사당의 절개모형

부석사 조사당은 정면 3칸, 측면 1칸의 작은 건물이지만 고려시대 건축의 특색을 잘 나타낸다. 지붕은 맞배지붕이고 무량수전과 같은 주심포 양식이지만 소루·주두의 측면이 직선으로 되고 굽받침이 없어지며 첨차의 하단이 다각(多角)으로 잘리는 등 다포집 계통의 요소를 보인다. 1916년 개수시에 발견한 묵명(墨銘)에 의하면 북원(北元) 선광(宣光) 7년, 즉 우왕(禑王) 3년(1377년)에 건립된 것으로 밝혀졌다. 무량수전이나 조사당 모두 송(宋)을 통해 들어온 천축계(天竺系) 양식이거나 그것을 절충한 건물이다.

## 현지 안내문
이 건물은 무량수전 우측 위쪽에 위치한 정면 3칸, 측면 1칸 규모의 맞배지붕이다. 1916년 수리 중 발견된 묵서명에 의하면 고려 우왕 3년(1377)이 건립연대로 되어 있으나 확실하지 않다.
조선 성종 21년(1490) 중수하였고, 동왕 24년(1493) 단청을 하였다. 조사당 건물 내부 입구 좌우에 제석천, 범천, 사천왕상의 벽화가 그려져 있었는데, 1916년 수리하면서 떼어내어 지금은 보장각에 보관하고 있다.
조사당 전면 처마 아래에서 자라고 있는 선비화는 의상대가 꽂은 지팡이가 자란 것이란 전설이 있다. 부석사 제2의 목조 건물로 고려시대 건축사 연구에 귀중한 자료이다.

## 공포

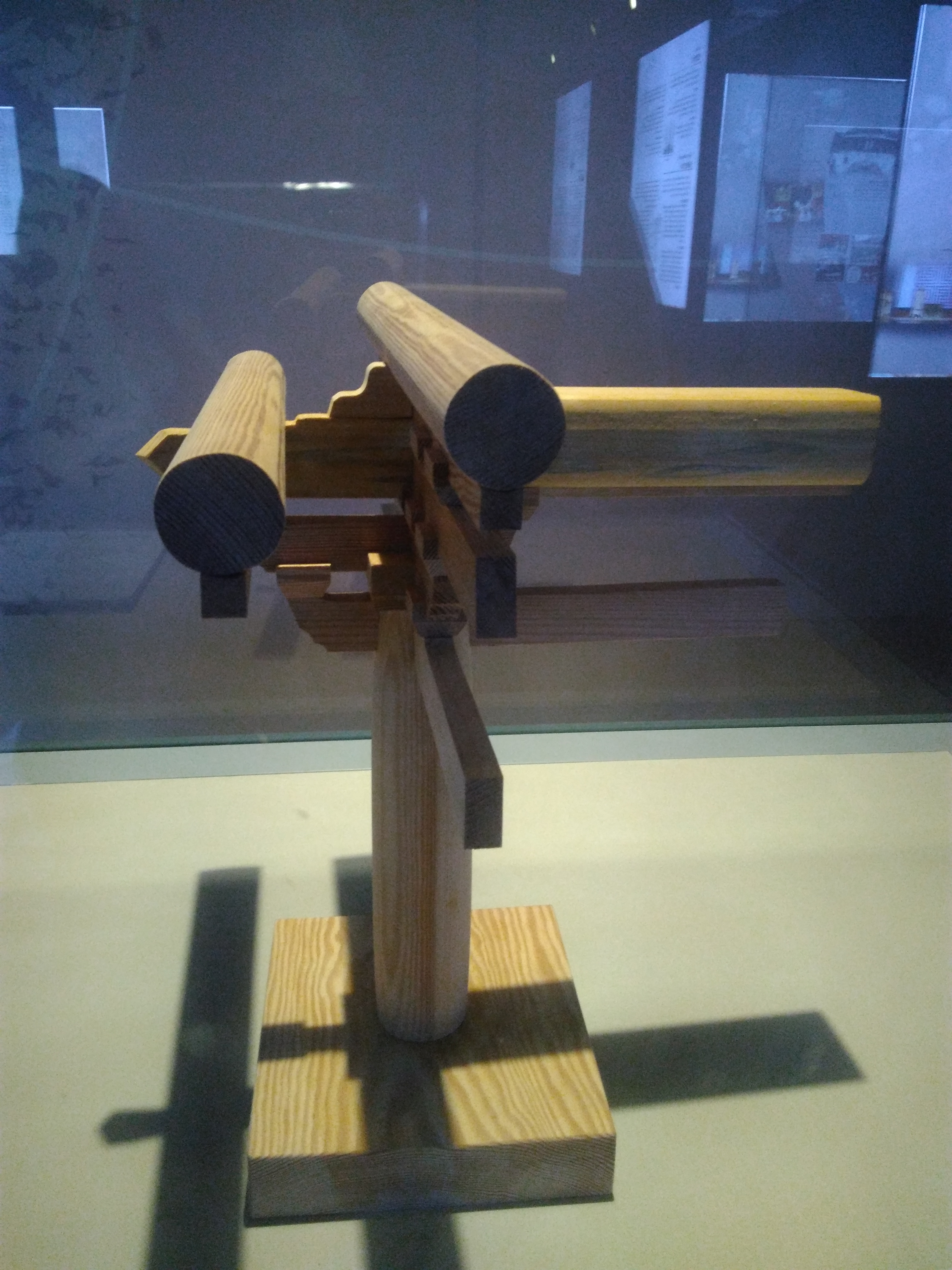
조사당의 공포

조사당의 공포는 지붕 처마를 받치기 위해 장식하여 만든 공포로 기둥 위에만 설치한 주심포(柱心包) 양식이며, 건물 자체가 작은 크기이기 때문에, 세부양식이 경내에 있는 무량수전(국보 제 18호)보다 간결하다. 또한 점차 밑 단면을 2단으로 사절한 포작기법은 아직까지도 그 예를 찾아보지 못할 정도로 건축사적으로 중요한 건축 문화재이다.

## 선비화
조사당 추녀 아래에 선비화(禪扉花)라고 불리는 골담초 한 그루가 있다. <택리지>에는 의상대사가 부석사를 창건한 후 도를 깨치고 서역 천축국(인도)으로 떠날 때 지팡이를 꽂으면서 ‘지팡이에 뿌리가 내리고 잎이 날 터이니 이 나무가 죽지 않으면 나도 죽지 않은 것으로 알라.’고 했다는 내용의 나무가 선비화라 한다. 현재 철장에 둘러싸여 보호되고 있다.

## 사진

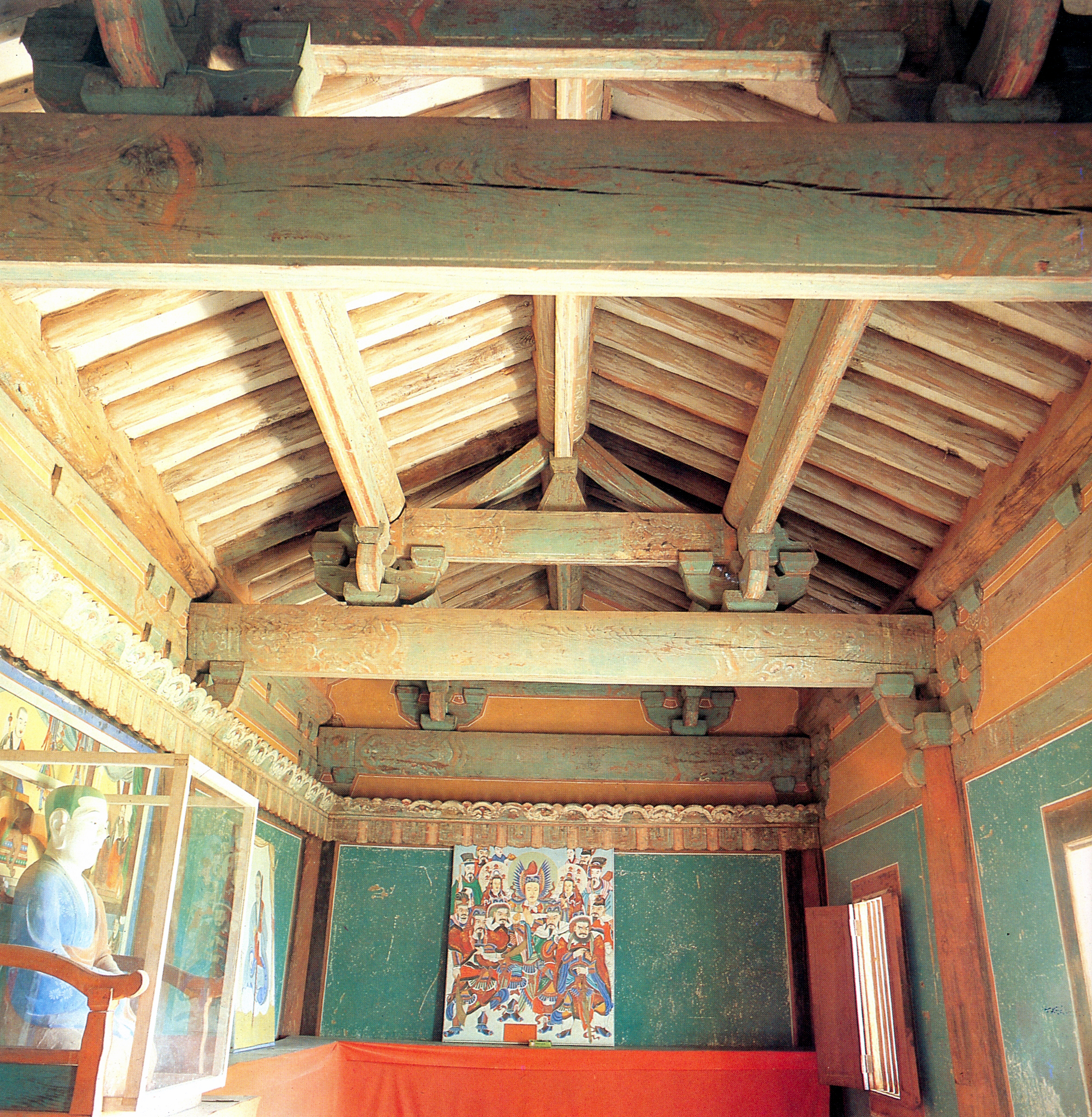
조사당 안
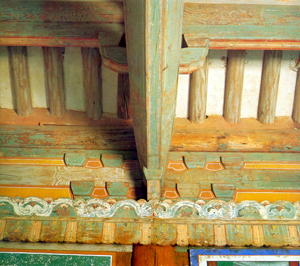
조사당의 천장
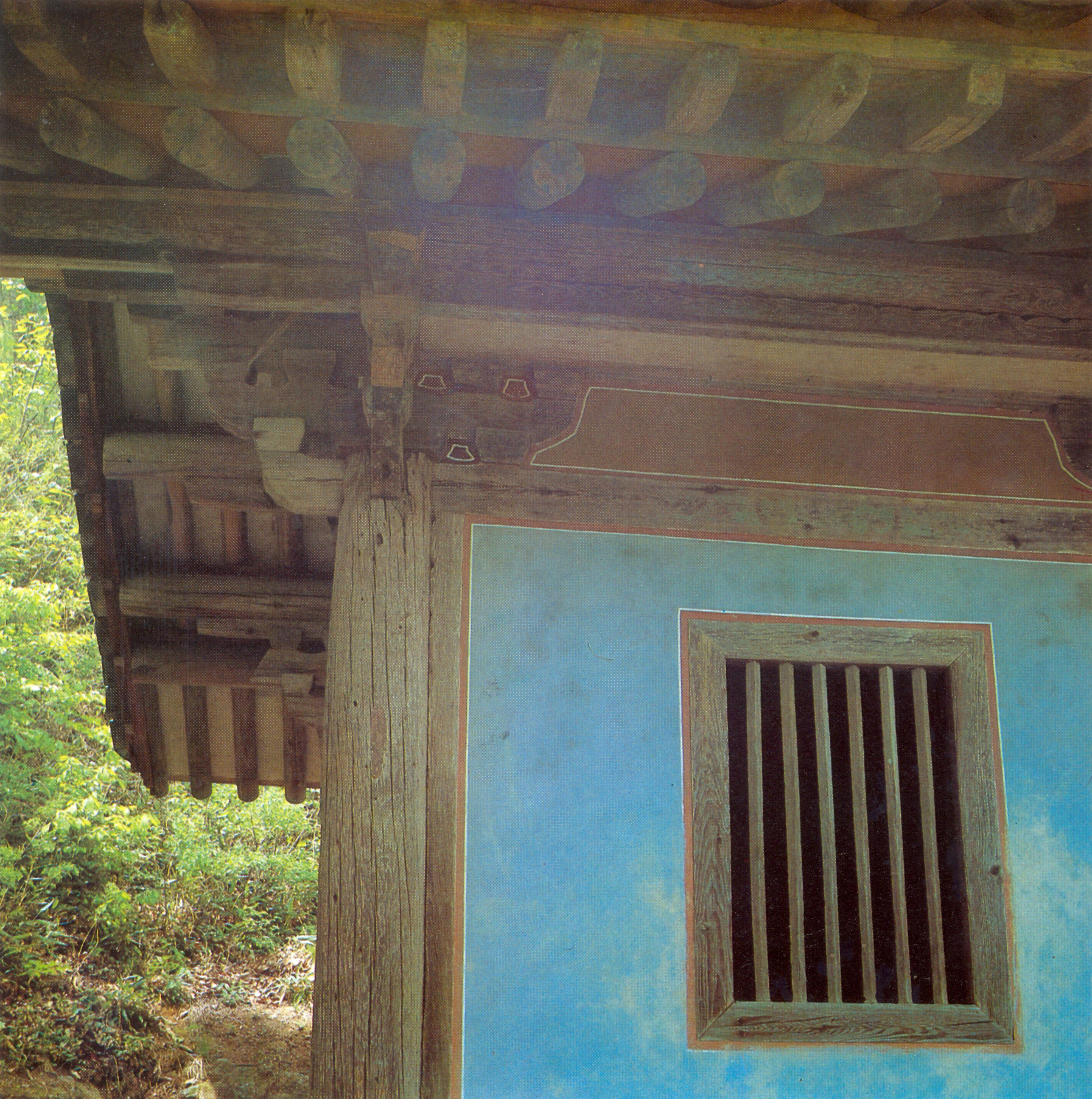

## 같이 보기
- 의상대사
- 부석사조사당벽화

## 참고 문헌
- 영주 부석사 조사당 - 국가유산청 국가유산포털
- 이 문서에는 다음커뮤니케이션(현 카카오)에서 GFDL 또는 CC-SA 라이선스로 배포한 글로벌 세계대백과사전의 내용을 기초로 작성된 글이 포함되어 있습니다.